# نادي 33

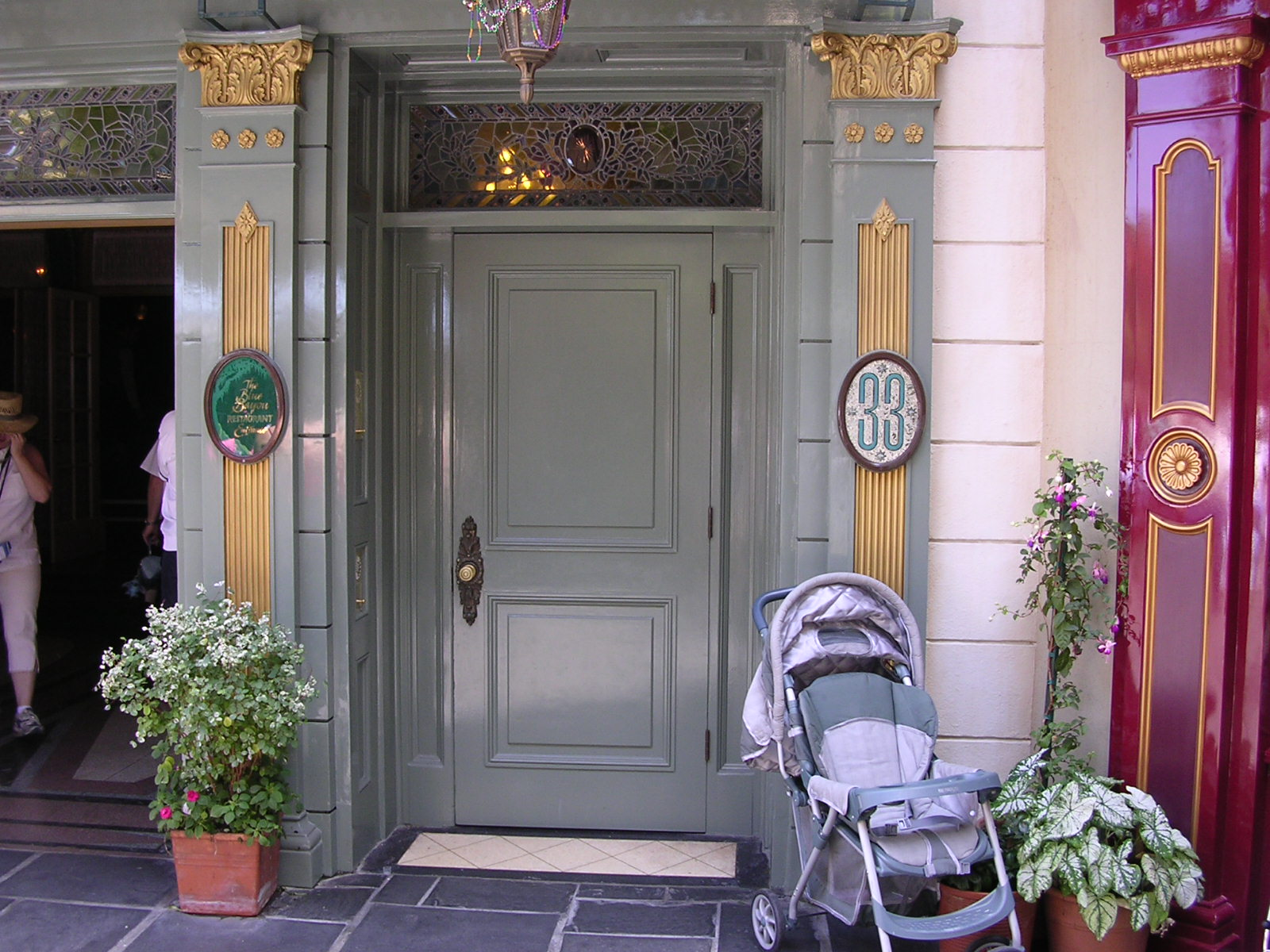

نادي 33 هو نادي خاص، افتتح في شهر مايو لعام 1967، ويقع في قلب القسم الجديد لساحة نيو اورليانز في ديزني لاند، ويقع مدخل النادي بجانب مطعم بايو الأزرق في شارع الملكي 33، ويمكنك التعرف عليه من خلال لوحة مزخرفة تحمل رقم 33.
يعرف أن نادي 33 هو المكان الوحيد في ديزني لاند لتقديم المشروبات الكحولية، ويوفر لأعضائه حرية الدخول إلى حدائق ديزني كلما كانت مفتوحة، وبدايةً من عام 2010، تكونت أربعة عشر قائمة انتظار للحصول على العضوية، ويوجد بالنادي 487 عضواً، ورسوم العضوية تبدأ من 27500 دولار للشركات، و10450 دولار للأفراد، علاوةً على ذلك، يتم دفع رسوم سنوية تبلغ حوالي 6100 دولار للشركات أو 3275 دولار للأفراد.
ويقال انه تم انشائها من قبل المنظمة الماسونية التي انضم إليها والت ديزني وهو عضو من الدرجة 33 لهذا اسماها
CLUB 33 والغريب في الامر ان والت ديزني ( بروتستانتي (أبرشاني)) الديانة وهو قسم من المسيحية